# Darius du Pont
Pour les articles homonymes, voir Darius.
Darius ou Darios du Pont est un roi du Pont ayant régné de 39 à 37 av. J.-C.

## Origine
Selon Appien, Darius ou Darios est le fils de Pharnace II, fils de Mithridate VI. Il avait un frère nommé Arsace et une sœur ou demi-sœur nommée Dynamis.

## Règne
Lors de sa réorganisation de l'Orient dont il était devenu le maître à la suite de son accord avec Octave, Marc Antoine rétablit en 39 av. J.-C. Darios comme roi de la partie du Pont proche de la Bithynie.
Darius meurt dès 37 av. J.-C. D'après Strabon, son frère Arsace tente de lui succéder mais il est assiégé dans la place forte de Sagylium, capturé et mis à mort par Polémon et Lycomède, grand-prêtre de Comana.
Avec lui s'éteint la dynastie des Mithridatides et le royaume du Pont est réunifié  par Polémon Ier, un autre roi client d'Antoine.